# アルノルト・フェルスター

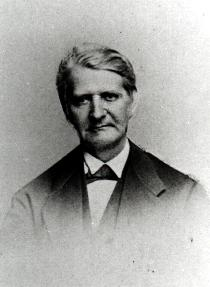
Arnold Foerster

アルノルト・フェルスター（Arnold Foerster、姓は Försterとも、1810年1月20日 - 1884年8月13日）は、ドイツの植物学者、昆虫学者である。

## 略歴
アーヘンの農家に生まれた。子供時代から昆虫に興味を持ち、近隣の昆虫学者、マイゲン（Johann Wilhelm Meigen）の元を訪れていた。11歳で父親を亡くすが、ボン大学に進学した。始め医学を学ぶが、自然科学に転じ、古生物学、動物学の教授、ゴルトフス（Georg August Goldfuss）のもとで学んだ。ゴルトフスに気に入られ、貧しいフェスターを家に住まわせ、子供の家庭教師の仕事を与え、研究室の助手として採用した。ボン大学ではエーゼンベックやトレフィラヌス、ネーゲラートらからも教えを受けた。
1836年に卒業後、前年に設立された「高等国民学校」（"Higher Bürgerschule"、後のRhein-Maas-Gymnasium Aachen）の教師となり、同僚のヨハン・ハインリヒ・カルテンバッハと知り合い、カルテンバッハは後に植物害虫の分野で重要な著作を行うことになる。フェルスターはこの学校の教師を没する前まで続け、1850年に上級教師、1855年に教授の称号を得た。
植物学、昆虫学を研究し、3度以上スイスを訪れた。多くの昆虫の種を研究し、寄生バチの生態も研究した。ドイツ国内の昆虫に関する著書、「ライン地域の甲虫について」"Übersicht der Käferfauna der Rheinprovinz"などの著書がある。
昆虫学の研究に加えて、植物学の分野でも活動しヴィルトゲン（Philipp Wirtgen）の著書 „Flora der preußischen Rheinlande“.に協力した。1843年にアーヘンにプロイセンラインラント自然史学会を設立した。この学会は後に他の学会と統合されNaturhistorischer Verein der Rheinlande und Westfalensとなった。
1853年にボン大学から博士号を贈られ、ドイツ科学アカデミーの会員に選ばれた。フェルスターの集めた多数の標本はウィーン自然史博物館やミュンヘン動物資料館（Zoologische Staatssammlung München）に収容された。

## 著作
- Beiträge zur Monographie der Familie Pteromalinen. Nees, M. Urlichs 1840 (Digitalisat)
- Uebersicht der Gattungen und Arten in der Familie der Psylloden, Harvard University 1848
- Hymenopterologische Studien, Ter Meer 1850 - 1856 (biodiversity heritage library)
  - Formicariae, In: Band 1 von Hymenopterologische Studien, Ter Meer 1850
  - Chalcidiae und Proctotrupii, In: Band 2 von Hymenopterologische Studien, Ter Meer 1856 (Digitalisat)
- Synoptische Übersicht der Familien und Gattungen in den beiden Gruppen der Chalcidiae Spin. und Proctotrupii Latr., Aachen 1856 (Digitalisat)
- Ein Tag in den Hoch-Alpen, Aachen 1861 (Digitalisat)
- Synopsis der Familien und Gattungen der Ichneumonen, Cornell University 1868
- Der Lousberg bei Aachen, eine naturhistorische Skizze, Aachen 1871 (Digitalisat)
- Ueber den systematischen Werth des Flügelgeäders bei den Hymenopteren, Barth, Cornell University 1877
- Flora excursoria des Regierungsbezirkes Aachen sowie der angrenzenden Gebiete der belgischen und holländischen Provinz Limburg. Phanerogamen und Gefässkryptogamen, Barth 1878
- Über die Polymorphie der Gattung Rubus, Barth 1880